# أوقست نيلسون
أوقست نيلسون (بالسويدية: August Nilsson)‏ هو منافس ألعاب قوى سويدي، ولد في 15 أكتوبر 1872 في إنشوبينغ في السويد، وتوفي في 23 مايو 1921 في ستوكهولم في السويد.

## وصلات خارجية
- أوقست نيلسون على موقع اللجنة الأولمبية الدولية (الإنجليزية)
- أوقست نيلسون على موقع أوليمبيديا (الإنجليزية)
- أوقست نيلسون على موقع اللجنة الأولمبية السويدية (السويدية)